# Veliko Korenovo
Veliko Korenovo est un village croate situé dans le comitat de Bjelovar-Bilogora en région de Slavonie. 